# Darvin Edwards
Darvin Edwards (Castries, 11 settembre 1986) è un ex altista santaluciano.

## Biografia
Durante la scuola secondaria viene introdotto al salto in alto, disciplina con cui ha debuttato nel 2004, vincendo, ai Giochi CARIFTA di Bermuda. Dopo aver gareggiato nel 2006 ai XVIII Giochi del Commonwealth, si trasferisce in Inghilterra per potersi allenare con il club Belgrave Harriers. Tra alti e bassi dovuti ad alcuni infortuni, Edwards approda nel 2011 al suo primo Mondiali e si garantisce un posto ai Giochi olimpici di Londra 2012, occasione in cui non è andato oltre la fase di qualificazione.

## Palmarès
| Anno | Manifestazione                   | Sede           | Evento        | Risultato | Prestazione | Note |
| ---- | -------------------------------- | -------------- | ------------- | --------- | ----------- | ---- |
| 2004 | Giochi CARIFTA U20               | Hamilton       | Salto in alto | Oro       | 2,06 m      |      |
| 2005 | Giochi CARIFTA U20               | Bracolet       | Salto in alto | Argento   | 2,05 m      |      |
| 2005 | Campionati panamericani juniores | Windsor        | Salto in alto | Argento   | 2,15 m      |      |
| 2006 | Giochi del Commonwealth          | Melbourne      | Salto in alto | 13º (q)   | 2,10 m      |      |
| 2007 | Campionati NACAC                 | San Salvador   | Salto in alto | 4º        | 2,14 m      |      |
| 2007 | Giochi panamericani              | Rio de Janeiro | Salto in alto | 10º       | 2,18 m      |      |
| 2008 | Campionati NACAC under 23        | Toluca         | Salto in alto | Argento   | 2,23 m      |      |
| 2011 | Campionati CAC                   | Mayagüez       | Salto in alto | Bronzo    | 2,25 m      |      |
| 2011 | Mondiali                         | Taegu          | Salto in alto | 12º       | 2,20 m      |      |
| 2012 | Giochi olimpici                  | Londra         | Salto in alto | nm        | nm          |      |